# Przylądek San Román
Przylądek San Román (hiszp. Cabo San Román) – przylądek znajdujący się w najbardziej wysuniętym na północ punkcie półwyspu Paraguaná. Jest to najbardziej wysunięty na północ punkt Wenezueli. 
Swoją nazwę zawdzięcza odkryciu w dzień wspomnienia świętego Romana (9 sierpnia) podczas wyprawy w 1499 roku, prowadzonej przez Alonso de Hojedę w towarzystwie Juana de la Cosy i Amerigo Vespucciego. Członkowie wyprawy dostrzegli z przylądka odległą o około 20 km wyspę Arubę. 